# Jonas Björler
Jonas Björler, född 26 februari 1973, är en svensk basist. Han spelade mellan 1990 och 1996 i metalbandet At the Gates. Efter att bandet splittrats var han 1996 med och bildade The Haunted. Han är tvillingbror till Anders Björler.

## Diskografi

### Med At the Gates
- 1990 - Gardens of Grief (EP)
- 1991 - The Red In The Sky Is Ours
- 1992 - With Fear I Kiss The Burning Darkness
- 1994 - Terminal Spirit Disease
- 1995 - Slaughter Of The Soul
- 2001 - Suicidal Final Art (samlingsskiva)
- 2014 - At War with Reality
- 2018 - To Drink From the Night Itself
- 2021 - The Nightmare of Being

### Med The Haunted
- 1998 - The Haunted
- 2000 - The Haunted Made Me Do It
- 2001- Live Rounds In Tokyo (live)
- 2003 - One Kill Wonder
- 2004 - rEVOLVEr
- 2006-  The Dead Eye
- 2008 - Versus
- 2011 - Unseen
- 2014- Exit wounds
- 2017 - Strength in numbers